# Ferdinand Xhaferraj
Ferdinand Mynyr Xhaferraj też jako: Ferdinand Xhaferri (ur. 23 stycznia 1964 w Durrësie) – albański polityk i inżynier, w latach 2009-2011 minister kultury, młodzieży i sportu w rządzie Salego Berishy.

## Życiorys
W 1988 ukończył studia inżynieryjne na Uniwersytecie Tirańskim. W 1989 rozpoczął pracę na stanowisku dyrektora technicznego w Kolejach Albańskich, awansując w 1992 na stanowisko dyrektora tego przedsiębiorstwa, które pełnił do 1995.
Studia z zakresu bezpieczeństwa narodowego odbył w Stanach Zjednoczonych, w czerwcu 2006 w Akademii Obrony Skenderbej w Tiranie obronił pracę doktorską.
Z początkiem lat 90. związał się z opozycją demokratyczną, w latach 1995-1999 kierował strukturami Demokratycznej Partii Albanii w Durrësie, odpowiadał także za kontakty partii z mediami. W wyborach 2005 uzyskał mandat deputowanego do parlamentu. W parlamencie albańskim pełnił funkcję wiceprzewodniczącego komisji integracji europejskiej. Po wyborach 2009, zwycięskich dla Demokratycznej Partii Albanii objął stanowisko ministra kultury, młodzieży i sportu. Podał się do dymisji w 2011, zgłaszając swoją kandydaturę w wyborach na prezydenta Durrësu. W wyborach zdobył ponad 29 tysięcy głosów, ale przegrał z Vangjushem Dako. Od 2011 ponownie kieruje strukturami Demokratycznej Partii Albanii w Durrësie, był także doradcą premiera Salego Berishy.
W życiu prywatnym jest żonaty, ma córkę.